# Europäisch-Baptistische Föderation

Erster europäischer Baptistenkongress 1908 in den Berliner Concordia-Festsälen

Die Europäisch-Baptistische Föderation (EBF) ist ein Zusammenschluss nationaler Baptistenunionen Europas, West- und Mittelasiens.

## Geschichte

Ansichtskarte anlässlich des 1. Europäischen Baptistenkongresses 1908 (Die Bilder zeigen die Berlin-Steglitzer Baptistenkirche, errichtet 1906)

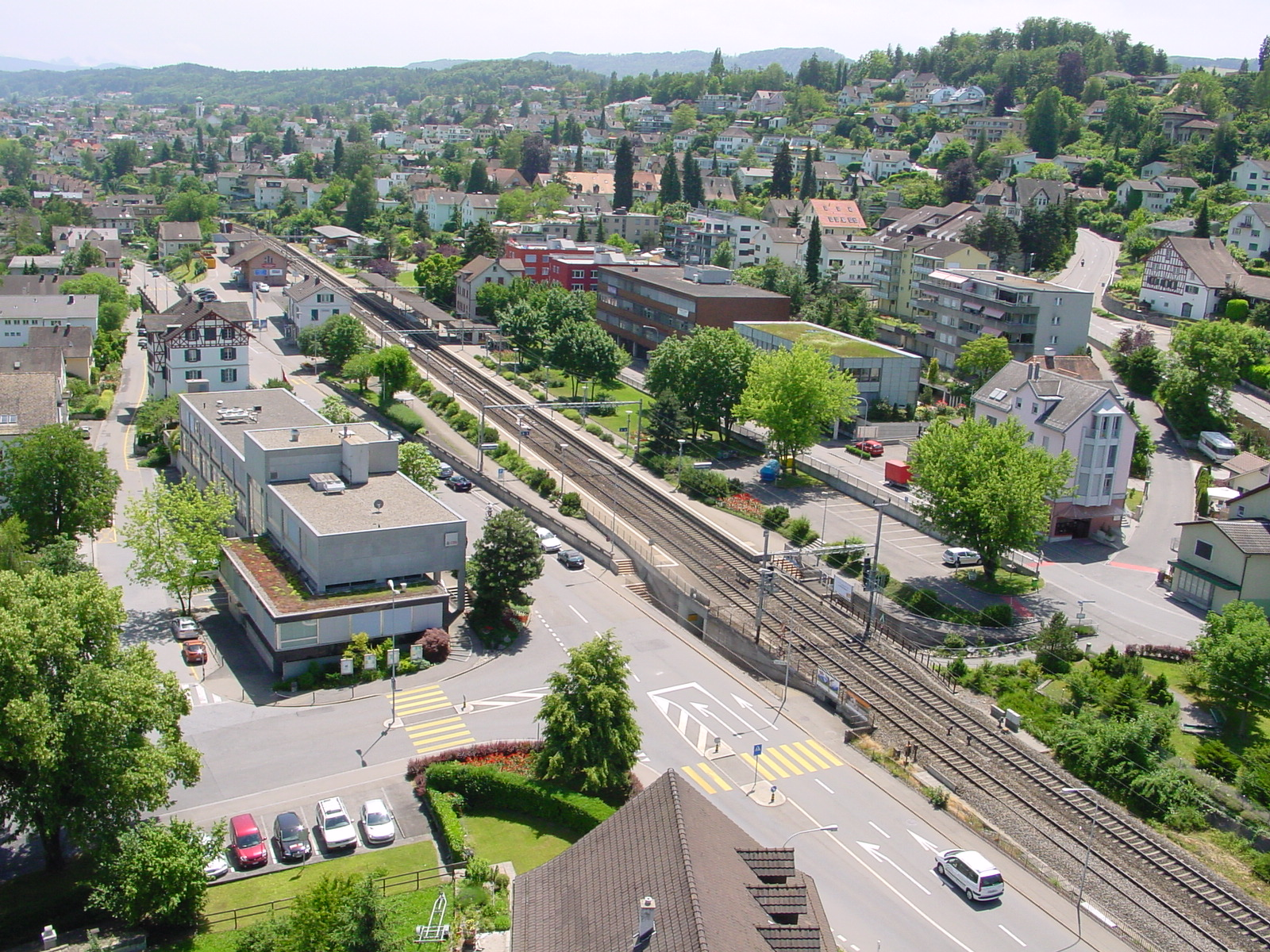
Rüschlikon – Gründungsort der Europäisch-Baptistischen Föderation

Vorläufer der Europäisch-Baptistischen Föderation, die 1949 in Rüschlikon (Schweiz) gegründet wurde, waren die europäischen Baptistenkongresse, deren erster 1908 in Berlin stattfand.
Die erste Ratstagung der EBF fand ein Jahr nach der offiziellen Gründung 1950 ebenfalls in Rüschlikon statt. Einer der Hauptgründe des Zusammenschlusses waren die verheerenden Folgen des Zweiten Weltkrieges und die daraus resultierende Notwendigkeit, auch auf freikirchlicher Ebene einen Beitrag zur Völkerverständigung und zum Wiederaufbau Europas zu leisten. Die erste Ratstagung der EBF verabschiedete unter anderem folgende Ziele baptistischer Zusammenarbeit:
- Der Einsatz für die Menschenrechte, insbesondere die Gewissens- und Religionsfreiheit;
- die Förderung gemeinsamer Evangelisation und des Austauschs von Missionaren;
- die Organisation materieller Hilfe für die vom Krieg besonders betroffenen Länder – als Hilfe zur Selbsthilfe
- die Unterstützung von Projekten theologischer Aus- und Weiterbildung kirchlicher Mitarbeiter und Pastoren

## Leitungsstruktur
Alle Mitgliedsunionen entsenden jeweils zwei Vertreter ihrer Kirche in die Ratsversammlung der EBF, die einmal jährlich stattfindet. Sie ist das wichtigste Organ der EBF und wählt alle zwei Jahre den Ratspräsidenten der Föderation.
Die Ratsversammlung beruft ebenfalls ein Leitungsgremium, an das sie eine Reihe von Entscheidungsbefugnissen delegiert. Auch der Generalsekretär wird durch die Ratsversammlung bestimmt. Er führt als Hauptamtlicher die laufenden Geschäfte und ist in Personalunion der Regionale Sekretär des Baptistischen Weltbundes.
Sitz der EBF ist Amsterdam (Niederlande), wo sich auch die Theologische Hochschule der europäischen Baptisten befindet.

## Die Mitgliedskirchen der Europäisch-Baptistischen Föderation
| Land oder Territorium   | Name der Baptistenunion in deutscher Übersetzung | Geschichte und Gegenwart | Kirchengemeinden (Stand 2021) | Mitglieder (Stand 2021) | BWA-Mitglied |
| ----------------------- | --- | --- | ----------------------------- | ----------------------- | ------------ |
| Ägypten                 | Ägyptischer Baptistenbund | | 19                            | 2.250                   | ja           |
| Albanien                | Albanische Baptistenunion | | 10                            | 250                     | nein         |
| Armenien                | Union der Evangeliumschristen-Baptisten Armeniens | | 155                           | 4.920                   | ja           |
| Aserbaidschan           | Union der Evangeliumschristen-Baptisten Aserbaidschans | | 22                            | 3.000                   | ja           |
| Bahrain                 | Erste Bahrain-Baptistenkirche | | 1                             | 40                      | nein         |
| Belarus                 | Evangeliumschristen-Baptisten in Belarus | | 282                           | 12.669                  | ja           |
| Belgien                 | Union der belgischen Baptisten | Die erste belgische Baptistengemeinde wurde 1892 in Lüttich gegründet. 2018 gehörten 13 Gemeinden zur Union. | 29                            | 1.333                   | ja           |
| Bosnien und Herzegowina | Baptistische Kirche in Bosnien und Herzegowina | | 5                             | 200                     | ja           |
| Bulgarien               | Union der Baptisten in Bulgarien | | 103                           | 2.500                   | ja           |
| Dänemark                | Dänischer Baptistenbund | | 55                            | 5.200                   | ja           |
| Deutschland             | Bund Evangelisch-Freikirchlicher Gemeinden in Deutschland | Mit mehr als 100.000 Mitgliedern sind die deutschen Baptisten das Zentrum dieser freikirchlichen Missionsarbeit in Kontinentaleuropa. Der Bund Evangelisch-Freikirchlicher Gemeinden zählt ca. 84.000 Mitglieder. Eine weitere Gruppe der Baptisten in Deutschland bilden verschiedene Bünde russlanddeutscher Rückwanderer, die jedoch nicht zur EBF gehören. | 725                           | 80.195                  | ja           |
| Estland                 | Union der Evangeliumschristen und Baptistengemeinden Estlands | | 85                            | 6.493                   | ja           |
| Frankreich              | Föderation der evangelischen Baptistengemeinden Frankreichs | | 115                           | 6.385                   | ja           |
| Finnland                | Finnische Baptistenkirche | | 14                            | 1.050                   | ja           |
| Finnland                | Finnisch-Schwedische Baptistengesellschaft | | 14                            | 691                     | ja           |
| Georgien                | Evangelische Baptistenkirche Georgiens | | 32                            | 830                     | ja           |
| Irak                    | Baptistenkirchen in Bagdad und Erbil | | 2                             |                         | nein         |
| Israel                  | Assoziation von baptistischen Kirchen in Israel | Erste Gemeindegründung vor 1920 in Nazareth; heute insgesamt 22 Gemeinden mit rund 2000 Mitglieder (ohne Kinder und Freunde) | 19                            | 800                     | ja           |
| Italien                 | Bund der Christlich-Evangelischen Baptisten Italiens | | 120                           | 5.903                   | ja           |
| Jordanien               | Baptisten in Jordanien | | 23                            | 1.400                   | ja           |
| Kroatien                | Baptistenunion Kroatiens | Baptisten in Kroatien gibt es seit 1883. Die kroatische Baptistenunion wurde 1991 gegründet – nach dem Zerfall Jugoslawiens. | 48                            | 2.000                   | ja           |
| Lettland                | Union der Baptistenkirchen in Lettland | | 92                            | 6.449                   | ja           |
| Libanon                 | Libanesischer Baptistenbund | Die erste baptistische Gemeinde des Libanons war die 1895 von Said Jureidini gegründete Gemeinde in Beirut. | 32                            | 1.600                   | ja           |
| Litauen                 | Die Baptistenunion Litauens | | 8                             | 200                     | ja           |
| Malta                   | Evangelische Baptistenkirche von Malta | | 1                             |                         | nein         |
| Moldau                  | Union der christlichen evangelischen Baptistenkirchen Moldaus (und Transnistriens)                                                                                            | Die Baptisten des nicht anerkannten Staates Transnistrien bilden innerhalb dieser Union einen von neun Landesverbänden. | 482                           | 19.578                  | ja           |
| Niederlande             | Union der Baptistengemeinden in den Niederlanden | Die baptistische Bewegung der Niederlande begann um 1845 und ist eng mit dem Namen Julius Köbner verbunden. Heute gehören zur Baptistenunion der Niederlande 12.000 Mitglieder in 89 Gemeinden. Drei weitere baptistische Gruppen verzeichnen 15.000 Mitglieder in insgesamt 130 Gemeinden.                                                                    | 77                            | 10.606                  | ja           |
| Nordmazedonien          | Union der baptistischen Christen in der Republik Nordmazedonien | | 3                             | 100                     | nein         |
| Norwegen                | Baptistische Union Norwegens | | 104                           | 6.380                   | ja           |
| Österreich              | Bund der Baptistengemeinden in Österreich | Die baptistische Missionsarbeit in Österreich begann 1846. Zu ihren Mitbegründern gehört der Jeveraner Johann Ludwig Hinrichs. Heute gehören ca. 1.130 Mitglieder zum österreichischen Baptistenbund, die sich in 19 Gemeinden zusammengeschlossen haben. | 31                            | 1.674                   | ja           |
| Palästina               | Rat der evangelischen Ortskirchen im Heiligen Land | | 11                            |                         | nein         |
| Polen                   | Christlich-Baptistischer Bund in der polnischen Republik | Die erste polnische Baptistengemeinde wurde 1861 gegründet. 1922 entstand ein polnischsprachiger, 1928 ein deutschsprachiger Baptistenbund auf polnischem Boden. Der heutige Christlich-baptistische Bund wurde 1947 gegründet. | 107                           | 5.470                   | ja           |
| Portugal                | Portugiesischer Baptistenbund | | 72                            | 4.800                   | ja           |
| Rumänien                | Baptistenunion Rumäniens | | 1.722                         | 98.672                  | ja           |
| Rumänien                | Bund der ungarischen Baptistenkirchen Rumäniens | | 247                           | 8.954                   | ja           |
| Russland                | Union der Evangeliumschristen-Baptisten Russlands | Die Evangeliumschristen-Baptisten entstanden 1944 aus der Vereinigung der Evangeliums-Christen und Baptisten. Späten kamen auch Teile der sowjetischen Pfingstler und Mennoniten hinzu. Gemeindeverbände der Evangeliumschristen-Baptisten bestehen bis heute in vielen ehemals zur Sowjetunion gehörenden Ländern.                                            | 1.818                         | 76.070                  | ja           |
| Schweden                | Baptisten in der Evangelischen Freikirche Schwedens | | 300                           | 32.500                  | nein         |
| Schweden                | Ökumenische Kirche | | 700                           | 63.000                  | ja           |
| Schweiz                 | Bund Schweizer Baptistengemeinden | Baptistengemeinden in der Schweiz gibt es seit 1847. Der deutschsprachigen Vereinigung gehören ca. 1.300 Mitglieder an, die sich in 15 Gemeinden versammeln. | 12                            | 1.084                   | ja           |
| Serbien                 | Union der Baptistenkirchen in Serbien | | 69                            | 1.983                   | ja           |
| Serbien                 | Union christlicher Baptistenkirchen - Serbien | | 14                            | 700                     | ja           |
| Slowakei                | Brüderliche Vereinigung der Baptisten in der Slowakei | | 26                            | 1.868                   | ja           |
| Slowenien               | Evangelisch-Christliche Kirche Sloweniens | | 6                             | 253                     | nein         |
| Slowenien               | Union der Baptistengemeinden in der Republik Slowenien | | 7                             | 106                     | ja           |
| Spanien                 | Union der evangelischen Baptisten Spaniens | | 101                           | 11.284                  | ja           |
| Syrien                  | Baptistenunion Syriens | | 13                            | 600                     | ja           |
| Tadschikistan           | Union der Evangeliumschristen-Baptistengemeinden Tadschikistans | | 23                            | 420                     | nein         |
| Tschechien              | Tschechische Baptistenunion | Die Geschichte der tschechischen Baptisten geht auf die 1850er Jahre zurück. 1919 wurde der tschechische Baptistenbund gegründet. Circa 2.300 Mitglieder gehören den tschechischen Baptisten an. Sie versammeln sich in 26 Gemeinden. | 45                            | 2.432                   | ja           |
| Türkei                  | Allianz türkischer Baptistengemeinden | Der türkische Bund entstand 2014 mit vier Gemeinden. 2017 waren es bereits 9 Gemeinden, darunter zwei persischsprachige. | 7                             |                         | ja           |
| Turkmenistan            | Union der evangelischen christlichen Baptistenkirchen von Turkmenistan | |                               |                         | nein         |
| Ukraine                 | Die panukrainische Union der Vereinigungen von Evangeliumschristen-Baptisten; Bruderschaft Ukraine (Bruderschaft der unabhängigen Baptistengemeinden und Dienste der Ukraine) | | 2.832                         | 125.509                 | ja           |
| Ungarn                  | Baptistenunion Ungarns | Baptisten in Ungarn gibt es seit 1846. |                               |                         | ja           |
| Usbekistan              | Die Baptistische Union von Usbekistan | | 60                            | 2.735                   | ja           |
| Vereinigtes Königreich  | Baptistische Union von Großbritannien | Die Baptistische Union von Großbritannien ist, was ihre geschichtlichen Wurzeln angeht, die älteste Baptistenkirche Europas. Zu ihren Mitbegründern zählt Thomas Helwys. | 2.080                         | 132.008                 | ja           |
| Vereinigtes Königreich  | Baptistische Union von Schottland | | 168                           | 11.200                  | ja           |
| Vereinigtes Königreich  | Baptistische Union von Wales | | 406                           | 12.423                  | ja           |
| Europa / International  | International Baptist Convention – Zusammenschluss internationaler Baptistengemeinden in Europa mit Sitz in Deutschland                                                       | | 74                            | 5.900                   | ja           |
| Europa / International  | Netzwerk irischer Baptisten mit Sitz in Nordirland | |                               |                         | nein         |
| Europa / International  | Netzwerk der Russisch sprechenden Kirchen in Europa mit Sitz in Tschechien | |                               |                         | nein         |
| Europa / International  | Ungarische Baptistenhilfe - Hilfe 24 mit Sitz in Ungarn | |                               |                         | nein         |

## Statistik
Die Europäisch-Baptistische Föderation vereinigt ungefähr 800.000 getaufte Mitglieder in etwa 12.000 Gemeinden. Der ukrainische Baptistenbund ist unter den Gliedkirchen der EBF der größte; er umfasst 140.000 Mitglieder und 2.029 Gemeinden.